# Gorybia adiaphora
Gorybia adiaphora är en skalbaggsart som beskrevs av Martins 1976. Gorybia adiaphora ingår i släktet Gorybia och familjen långhorningar. Inga underarter finns listade i Catalogue of Life.